# Europees topschutter van het seizoen 2002/03
De titel Europees topschutter van het seizoen 2002/03, ook wel bekend als de Gouden Schoen, werd gewonnen door Roy Makaay, speler van Deportivo La Coruña.
Sinds het seizoen 1996/97 gaat de prijs niet meer automatisch naar de speler met de meeste doelpunten. De verschillende competities worden ingedeeld volgens de UEFA-coëfficiënten. De 5 sterkste competities hebben vermenigvuldigingsfactor 2. Competities 6 t/m 22 factor 1,5 en de rest heeft factor 1. Daardoor kan het gebeuren dat een speler uit een zwakkere competitie meer doelpunten heeft gescoord dan de winnaar van de Gouden Schoen.

## Eindstand Gouden Schoen seizoen 2002/03
| Plaats | Speler               | Goals | Waarde | Punten | Club                |
| ------ | -------------------- | ----- | ------ | ------ | ------------------- |
| 1      | Roy Makaay           | 29    | x2     | 58     | Deportivo La Coruña |
| 2      | Mateja Kežman        | 35    | x1,5   | 52,5   | PSV                 |
| 3      | Shabani Nonda        | 26    | x2     | 52     | AS Monaco           |
| 4      | Ruud van Nistelrooij | 25    | x2     | 50     | Manchester United   |
| 5      | Christian Vieri      | 24    | x2     | 48     | Internazionale      |
| 6      | Thierry Henry        | 24    | x2     | 48     | Arsenal             |
| 7      | Ronaldo              | 23    | x2     | 46     | Real Madrid         |
|        | Nihat Kahveci        | 23    | x2     | 46     | Real Sociedad       |
|        | James Beattie        | 23    | x2     | 46     | Southampton         |
|        | Pauleta              | 23    | x2     | 46     | Girondins Bordeaux  |
| 11     | Pierre van Hooijdonk | 28    | x1,5   | 42     | Feyenoord           |
| 12     | Thomas Christiansen  | 21    | x2     | 42     | VfL Bochum          |
|        | Giovane Élber        | 21    | x2     | 42     | Bayern München      |
|        | Henrik Larsson       | 28    | x1,5   | 42     | Celtic              |
| 15     | Mark Viduka          | 20    | x2     | 40     | Leeds United        |
|        | Darko Kovačević      | 20    | x2     | 40     | Real Sociedad       |
| 17     | Richard Núñez        | 26    | x1,5   | 39     | Grasshopper         |
| 18     | Michael Owen         | 19    | x2     | 38     | Liverpool           |
| 19     | Andrei Krõlov        | 37    | x1     | 37     | FC TVMK             |
| 20     | Okan Yılmaz          | 24    | x1,5   | 36     | Bursaspor           |
|        | Arman Karamyan       | 36    | x1     | 36     | Pjoenik Jerevan     |
|        | Adrian Mutu          | 18    | x2     | 36     | Parma               |
|        | Stanko Svitlica      | 24    | x1,5   | 36     | Legia Warschau      |

## Bron
- Voetbal International

1968/69 ·
1969/70 ·
1970/71 ·
1971/72 ·
1972/73 ·
1973/74 ·
1974/75 ·
1975/76 ·
1976/77 ·
1977/78 ·
1978/79 ·
1979/80 ·
1980/81 ·
1981/82 ·
1982/83 ·
1983/84 ·
1984/85 ·
1985/86 ·
1986/87 ·
1987/88 ·
1988/89 ·
1989/90 ·
1990/91 ·
1991/92 ·
1992/93 ·
1993/94 ·
1994/95 ·
1995/96 ·
1996/97 ·
1997/98 ·
1998/99 ·
1999/00 ·
2000/01 ·
2001/02 ·
2002/03 ·
2003/04 ·
2004/05 ·
2005/06 ·
2006/07 ·
2007/08 ·
2008/09 ·
2009/10 ·
2010/11 ·
2011/12 ·
2012/13 ·
2013/14 ·
2014/15 ·
2015/16 ·
2016/17 ·
2017/18 ·
2018/19